# 公共事業・調達省 (カナダ)
公共事業・調達省（こうきょうじぎょう・ちょうたつしょう、英語：Public Services and Procurement Canada、略称：PSPC、仏語：Services publics et Approvisionnement Canada）は、カナダ連邦政府内で、カナダの政府調達政策や内部管理政策を司る省庁である。
2025年に発足したマーク・カーニー内閣では、政府変革・公共事業調達大臣のアリ・エサーシ（Ali Ehsassi）が所轄する。

## 主な組織
公共事業・調達省は下記の大臣、組織を管轄している。
- 公共事業・調達大臣

### 業務組織
- 購買局（Acquisitions）
- 最高情報責任者局（Chief Information Officer Branch）
- 通信局（Communications）
- デジタルサービス局 (Digital Services Branch)
- 国防海上調達局（Defence and Marine Procurement）
- 財務管理局（Finance and Administration）
- 人事局（Human Resources）
- 統合連携局（Integrated Services）
- 法務局（Legal Services）
- 議会施設局（Parliamentary Precinct）
- 出納局（Pay Administration）
- 政策計画情報局（Policy, Planning and Communication）
- 調達局（Procurement）
- 不動産管理局（Real Property）
- 歳入年金局（Receiver General and Pension）